# Шендрик, Анатолий Иванович
Анато́лий Ива́нович Шендрик (15 июля 1946, Кировоград — 30 июля 2011, Москва) — советский и российский социолог, специалист в области социологии культуры и социологии молодёжи. Доктор социологических наук, профессор. Заслуженный деятель науки Российской Федерации (2008).

## Биография
Родился в 1946 году в г.Кировоград УССР.
В 1970 году окончил Кировоградский институт сельскохозяйственного машиностроения.
После службы в армии работал в комсомольских органах и одновременно учился на философском факультете Киевского государственного университета им. Т. Г. Шевченко.
В 1977 году окончил аспирантуру философского факультета МГУ им. М. В. Ломоносова, защитил диссертацию «Социальная активность советской студенческой молодёжи и пути её повышения».
В 1977—1990 годах — младший, старший научный сотрудник, заведующий отделом Научно-исследовательского центра Высшей комсомольской школы при ЦК ВЛКСМ.
В 1991 году защитил докторскую диссертацию «Духовная культура молодёжи как объект социологического исследования» — одну из первых в стране по социологическим наукам, опираясь на исследования, которыми руководил и в которых участвовал, работая в Научно-исследовательском центре ВКШ при ЦК ВЛКСМ.
С 1991 года профессор в Институте молодежи, заведующий кафедрой культурологии — одной из первых в России.
В 2008—2011 годах — директор Центра социологии культуры Института фундаментальных и прикладных исследований Московского гуманитарного университета.

## Научная деятельность
Входил в состав редколлегий журналов «Социологические исследования», «Личность. Культура. Общество», «Знание. Понимание. Умение».

## Награды
- Поощрительный диплом общества «Знание» Всесоюзного конкурса за лучшее произведение научно-популярной литературы за брошюру «Времен связующая нить» (1987)[2]
- Почетный работник высшей школы Российской Федерации (2006)
- Почетная грамота Министерства образования Российской Федерации «За многолетнюю научно-педагогическую деятельность, большой вклад в дело подготовки высококвалифицированных специалистов» (1999)
- Медаль «В память 850-летия Москвы» (2000)
- Медаль Н. И. Моисеева «За заслуги в образовании и науке» (2000)
- Лучший ученый России на конкурсе «Лидер в образовании СНВ-2003»
- Заслуженный деятель науки Российской Федерации (2008)[1]

## Основные работы
- Шендрик А. И. Духовная культура советской молодежи: сущность, состояние, пути развития. М. : Мол. гвардия, 1990. — 305 с.
- Шендрик А. И., Кудрина Т. А., Комиссаров С. Н. Социалистические идеалы в массовом сознании молодежи / Акад. обществ. наук при ЦК КПСС. М., 1991. 210 с.
- Шендрик А. И. Преемственность поколений и проблема десакрализации духовной жизни // Молодежь России: воспитание жизнеспособных поколений: Науч. сессия Ин-та молодежи, 28 февр. 1996 г. / Ин-т молодежи. М. 1996. — 212 с. — С. 8-16.
- Шендрик А. И. Основы теоретической культурологии. Кн. 1: Становление и развитие идеи культуры в западной общественной мысли от античности до конца XIX века / Ин-т молодежи. М., 1999. — 227 с.
- Шендрик А. И. Основы теоретической культурологии. Кн. 2: Развитие культуры в западной и отечественной общественной мысли XX века / Ин-т молодежи. М., 1999. — 235 с.
- Шендрик А. И. Теория культуры: учеб. пособие для вузов. М.: ИНИТИ-ДАНА, 2001. — 519 с.
- Шендрик А. И. Социология культуры: учеб. пособие. М.: ЮНИТИ-ДАНА, 2005. — 495 с.
- Шендрик А. И. Культура в мире: драма бытия: Избр. работы по теории и методологии культуры, социологии культуры, социальной философии. М.: Изд-во Моск. гуманит. ун-та, 2007. — 704 с.
- Шендрик А. И. Культуроцентризм как базовый принцип реформирования российской высшей школы : доклад Ин-та фундамент. и приклад. исследований МосГУ / отв. ред. Вл. А. Луков. М.: Изд-во Моск. гуманит. ун-та, 2008. — 24 с.